# Hilda Bynoe
Hilda Louisa Bynoe, född Gibbs 18 november 1921 i Crochu, Grenada, död 6 april 2013 i Trinidad och Tobago, var brittisk guvernör i Grenada mellan 1967 och 1972. Hon var den första kvinna som utsågs till guvernör i det Brittiska samväldet. 